# Rhacophorus baluensis
Espèce
Statut de conservation UICN

 LC  : Préoccupation mineure
Rhacophorus baluensis est une espèce d'amphibiens de la famille des Rhacophoridae.

## Répartition et habitat
Cette espèce est endémique des États de Sabah et de Sarawak en Malaisie orientale où elle se rencontre entre 1 200 et 2 200 m d'altitude. Sa présence est incertaine au Kalimantan.
Elle a été observée uniquement dans les forêts de sub-montagne et de montagne.

## Étymologie
Son nom d'espèce, composé de balu et du suffixe latin -ensis, « qui vit dans, qui habite », lui a été donné en référence au lieu de sa découverte, le mont Kinabalu, parfois orthographié Kina Balu.

## Publication originale
- Inger, 1954 : On a collection of amphibians from Mount Kina Balu, North Borneo. Journal of the Washington Academy of Sciences, vol. 44, no 8, p. 250-251 (texte intégral).